# Seppois-le-Bas
Seppois-le-Bas település Franciaországban, Haut-Rhin megyében. Lakosainak száma 1426 fő (2022. január 1.). Seppois-le-Bas Largitzen, Ueberstrass, Pfetterhouse, Seppois-le-Haut és Réchésy községekkel határos.

## Népesség
A település népessége az elmúlt években az alábbi módon változott:
| Lakosok száma | 1320 | 1338 | 1383 | 1378 | 1384 | 1390 | 1391 | 1408 | 1426 |
|               | 2013 | 2015 | 2016 | 2017 | 2018 | 2019 | 2020 | 2021 | 2022 |